# Jearl Miles-Clark
Jearl Miles-Clark (Gainesville, 4 september 1966) is een atleet uit de Verenigde Staten van Amerika.
Ze nam deel aan vier Olympische Spelen tussen 1992 en 2004, waarbij ze tweemaal de gouden medaille behaalde op de 4x400 meter estafette.
Ook in 1988 was ze onderdeel van het Amerikaanse estafette-team voor de Olympische Spelen, maar die editie werd ze niet opgesteld.

## Wereldkampioenschappen
- Wereldkampioenschappen atletiek 1991: zilver op de 4x400 meter estafette
- Wereldkampioenschappen atletiek 1993: goud op de 400 meter en 4x400 meter estafette
- Wereldkampioenschappen atletiek 1995: goud op de 4x400 meter en brons op de 400 meter
- Wereldkampioenschappen atletiek 1997: zilver op de 4x400 meter en brons op de 400 meter
- Wereldkampioenschappen atletiek 1999: zilver op de 4x400 meter en vierde op de 800 meter
- Wereldkampioenschappen atletiek 2001: vierde op de 4x400 meter estafette

## Olympische Spelen
In 1988 ging Miles mee naar de Olympische Spelen als onderdeel van het Amerikaanse estafette-team, maar kwam ze niet in actie.
Op de Olympische Zomerspelen van Barcelona in 1992 liep ze de 400 meter individueel, maar met een vijfde plaats in de serie kwam ze niet verder dan de eerste ronde. Het estafette-team waar ze onderdeel van was had meer succes, en pakte een zilveren medaille op de 4x400 meter.
Op de Olympische Zomerspelen van Atlanta in 1996 liep ze weer de 400 meter individueel, ditmaal werd ze vijfde in de finale. Met het Amerikaanse estafette-team behaalde ze de gouden medaille.
Op de Olympische Zomerspelen van Sydney in 2000 liep ze onder de naam Jearl Miles-Clark de 800 meter. Met het estafette-team verdedigde ze succesvol haar gouden medaille op de 4x400 meter, en behaalde ze weer het goud.
Op de Olympische Zomerspelen van Athene in 2004 liep ze enkel de 800 meter. Ze haalde wel de finale, waarin ze zesde werd.

## Persoonlijk record
| Onderdeel | Resultaat | Jaar |
| --------- | --------- | ---- |
| 400 m     | 49.40     | 1997 |
| 800 m     | 1:56.40   | 1999 |
| 4x400 m   | 3:16.71   | 1993 |

| Onderdeel | Resultaat | Jaar |
| --------- | --------- | ---- |
| 400 m     | 50.83     | 1999 |
| 4x400 m   | 3:27.66   | 1997 |

- World Athletics: 14316976

1983 Jarmila Kratochvílová ·
1987 Olga Bryzgina ·
1991 Marie-José Pérec ·
1993 Jearl Miles-Clark ·
1995 Marie-José Pérec ·
1997 Cathy Freeman ·
1999 Cathy Freeman ·
2001 Amy Mbacke Thiam ·
2003 Ana Guevara ·
2005 Tonique Williams-Darling ·
2007 Christine Ohuruogu ·
2009 Sanya Richards ·
2011 Amantle Montsho ·
2013 Christine Ohuruogu ·
2015 Allyson Felix ·
2017 Phyllis Francis ·
2019 Salwa Eid Naser ·
2022 Shaunae Miller-Uibo ·
2023 Marileidy Paulino
1983: Walther, Busch, Koch, Rübsam ·
1987: Neubauer, Emmelmann, Schersing, Busch ·
1991: Ledovskaja, Dzjigalova, Nazarova, Bryzgina ·
1993: Torrence, Malone-Wallace, Kaiser-Brown, Miles-Clark ·
1995: Graham, Stevens, Jones, Miles-Clark ·
1997: Feller, Rohländer, Rücker, Breuer ·
1999: Tsjebykina, Gontsjarenko, Kotljarova, Nazarova ·
2001: Richards, Scott, Parris, Fenton ·
2003: Barber, Washington, Richards, Miles-Clark ·
2005: Petsjonkina, Krasnomovets, Antjoech, Pospelova ·
2007: Trotter, Felix, Wineberg, Richards ·
2009: Dunn, Felix, Demus, Richards ·
2011: Richards-Ross, Felix, Beard, McCorory ·
2013: Goesjtsjina, Firova, Ryzjova, Krivosjapka ·
2015: Day, Jackson, McPherson, Williams-Mills ·
2017: Hayes, Felix, Wimbley, Francis ·
2019: Francis, McLaughlin, Muhammad, Jonathas ·
2022: Diggs, Steiner, Wilson, McLaughlin ·
2023: Saalberg, Klaver, Peeters, Bol